# STS-125
STS-125, voluit Space Transportation System-125, was de laatste onderhoudmissie naar de Ruimtetelescoop Hubble en werd gelanceerd op 11 mei 2009. Tijdens deze missie, waarvoor de Atlantis werd gebruikt, is de levensduur van Ruimtetelescoop Hubble tot 2014 verlengd.
Omdat de Space Shuttle Atlantis tijdens deze missie niet koppelde aan het International Space Station en na de lancering problemen zou kunnen hebben met het hitteschild, stond de Endeavour voor missie STS-123 klaar op lanceerplatform 39B voor het geval de Atlantis in de problemen kwam. In dat geval zou de Endeavour naar de ruimte gestuurd worden om de bemanning veilig naar de aarde terug te brengen. Dit bleek echter uiteindelijk niet nodig; de Atlantis landde op 24 mei 2009 weer veilig op aarde.
Aanvankelijk zou de Atlantis op 14 oktober 2008 worden gelanceerd. Op 30 september 2008 werd echter bekend dat STS-125 werd uitgesteld tot een nog te bepalen datum omdat er problemen waren opgetreden in de Ruimtetelescoop Hubble. Door deze uitstelling werden STS-126 en STS-127 eerder gelanceerd dan STS-125.

## Bemanning
- Scott D. Altman (4) - commandant
- Gregory C. Johnson (1) - piloot
- John M. Grunsfeld (5) - missiespecialist
- Michael J. Massimino (2) - missiespecialist
- K. Megan McArthur (1) - missiespecialist
- Andrew J. Feustel (1) - missiespecialist
- Michael T. Good (1) - missiespecialist

Het nummer tussen haakjes duidt aan hoeveel missies de astronaut gevlogen zal hebben na STS-125

## Bemanning STS-400
- Dominic Gorie (5) - commandant
- Gregory H. Johnson (2) - piloot
- Michael Foreman (2) - missiespecialist 1
- Richard M. Linnehan (5) - missiespecialist 2

dit was de flightdeck-bemanning van STS-123

## Vorige vlucht
Van 10 januari 2008 tot en met 21 januari 2008 werd de Atlantis nog gebruikt voor de missie STS-122.